# تامي وينيت
تامي وينيت (أسم الولادة فيرجينيا وينيت بوغ) 5 مايو 1942- 6 أبريل 1998)   وهي فنانة موسيقى ريفية (كانتري) أمريكية، وممثلة ومؤلفة.
تُلقب بـ«السيدة الأولى لموسيقى الريف»، وتعتبر من أكثر الفنانات تأثيراً ونجاحاً في مجالها. ساعدت تامي ويتنيت في تسليط الضوء على المرأة إلى مجال الموسيقى الريفية الذي عادة ما يهيمن فيه الرجال، مما ساعد النساء الأخريات في العثور على امرأة تمثلهن في هذا المجال.
وقد أشاد النقاد والصحفيون والكتاب بصوتها المميز وأدائها الغنائي الموثر.
تصدرت عشرون من أغانيها الفردية قوائم الأغاني الريفية علي لائحة البيلبورد خلال مسيرتها المهنية. كما حظيت أغنيتها " Stand by Your Man " التي تتناول موضوع ولاء النساء لأزواجهن بالثناء والنقد على حد سواء.

## النشأة المبكرة
وُلدت فيرجينيا وينيت بوغ في مقاطعة إيتوامبا بولاية ميسيسيبي عام 1942.  التي كانت أعداد سكانها آنذاك 800 فقط. وكانت الطفلة الوحيدة ووالديها هما ميلدريد فاي راسل وويليام هوليس بوغ.
تقع المزرعة التي ولدت فيها على حدود خط ولاية ألاباما. نسبت وينيت في وقت لاحق فضل نجاحها إلى كل من ألاباما وميسيسيبي كولايتها الأصلية. 
كانت أمها راسل معلمة في المدرسة، بينما كان والدها موسيقيًا طموحًا يعزف على الجيتار ويغني في فرقة.  تم تشخيص إصابة والدها بورم دماغي مستعصي وتوفي عندما كان عمرها تسعة أشهر فقط.  قبل أسابيع من وفاته، أحضرها والد وينيت بيانو العائلة وأصر على تعلم العزف عندما أصبحت كبيرة بما يكفي.  بعد وفاته والدها، انتقلت والدة وينيت إلى ممفيس ، تينيسي، حيث عملت في مصنع أسلحة خلال الحرب العالمية الثانية.
تُركت وينيت في رعاية أجدادها في مزرعة في ميسيسيبي حيث كانت تقطف القطن. وقالت «كرهت كل دقيقة أمضيها في قطف القطن».  نشأت خالتها كارولين معها وكانتا بمثابة الأخوات.  كما تعلمت العزف على الآلات الموسيقية التي تركها والدها وراءه.

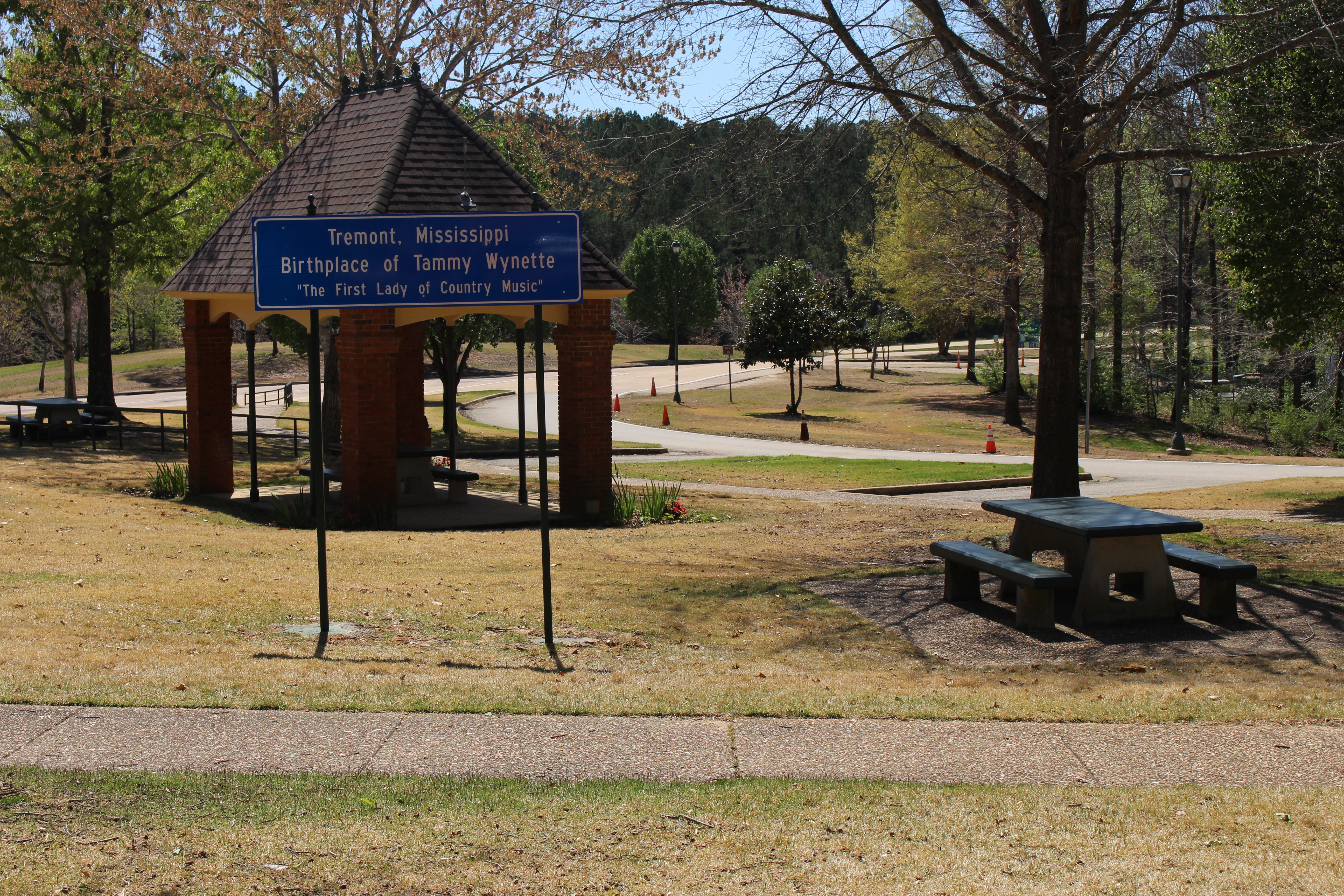
ولدت وينيت وترعرعت مقاطعة إيتاوامبا ، ميسيسيبي. التحقت بالمدرسة الثانوية في تريمونت، ميسيسيبي، كما هو موضح في الصورة.

في سن 17، تزوجت من ايلوب بيرد، مما تسبب في احتكاك مع والدة تينيت.  عاش الزوجان مؤقتًا في منزل عائلة ايلوب ثم في شقة صغيرة في توبيلو ، ميسيسيبي. بحلول هذه المرحلة، أصبحت وينيت حاملاً بطفلها الأول وأتيحت لها الفرصة للعيش بدون إيجار في منزل جدها الذي بني في عام 1844، ولم يكن به مياه جارية أو تدفئة أو كهرباء. ساعدت الصديقة ليندا كايسون وينيت على تثبيت صناديق الكرتون على الجدران لإبعاد الرياح خلال أشهر الشتاء. 

## الوفاة

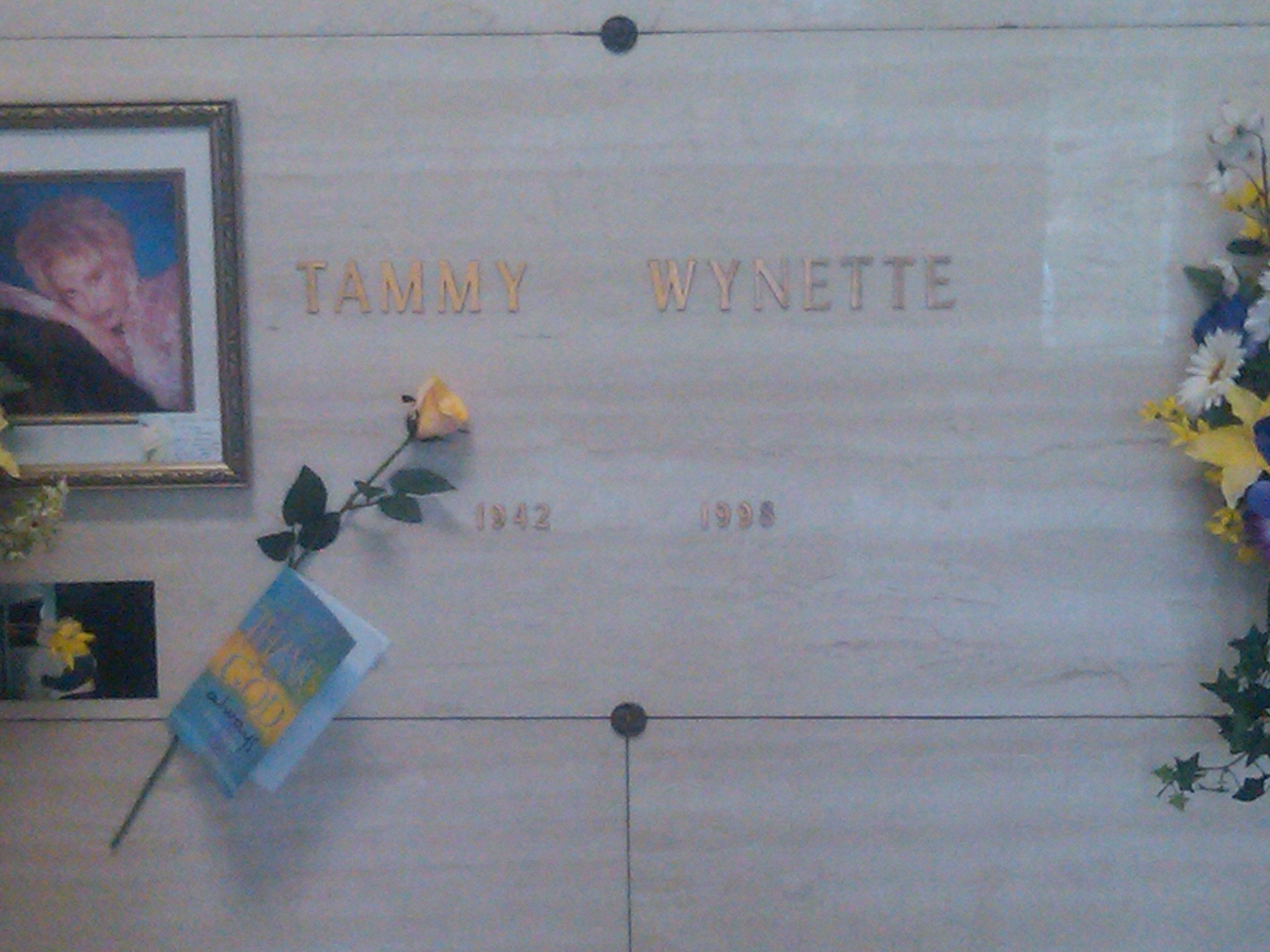
ضريح وينيت في مقبرة وودلاون ميموريال بارك في ناشفيل، تينيسي.

عانت وينيت من مشاكل صحية طوال حياتها، وتدهورت صحتها بشكل أكبر في السنوات الأخيرة من حياتها. تذكر الكاتبة ألانا ناش من ناشفيل مشاهدة أحد مقاطع الفيديو الموسيقية الأخيرة لـوينيت بعمر الـ٥٥ وذكرت أنها بدت مثل نبتة ذابلة على وشك الموت.  أكتشف زوح وينيت جورج ريتشي وفاتها أثناء نومها.  وتم تأكيد وفاتها من قبل طبيبها واليس مارش، وذكر في تقريره الأصلي أن وينيت ماتت من جلطة دموية في رئتها.